# Felsőnána
Felsőnána is een plaats (község) en gemeente in het Hongaarse comitaat Tolna. Felsőnána telt 705 inwoners (2001).